# غوغ تبة خالصة (مياندوآب)
غوغ تبة خالصة هي قرية في مقاطعة مياندوآب، إيران. عدد سكان هذه القرية هو 2,813 في سنة 2006.